# Tarkő
Tarkő (szlovákul: Kamenica) község Szlovákiában, az Eperjesi kerület Kisszebeni járásában.

## Fekvése
Kisszebentől 14 km-re északnyugatra fekszik.

## Története
Tarkő várát a 13. században a Berzeviczyek építették a Kassáról Lengyelországba vezető kereskedelmi út védelmére, majd a rokon Tarkőieké lett. A falu a vár szolgálófalujaként keletkezett a 13. században. 1248-ban „Tharkveley” néven említik először, majd 1270-ben „Torkueley”-nek hívják. Ebben az évben V. István király más birtokokkal együtt hívének, Detrichnek és rokonának: Miklósnak, valamint fiaiknak adja. Az adományt 1275-ben IV. László király oklevele erősíti meg. 1281-ben „Thorkw”-ként említik a falut. 1287-ben az egri káptalan oklevele is megerősíti a korábbi adományt. 1296-ban a falu „Torkow” alakban szerepel a korabeli forrásokban. Ekkoriban a vár uradalmi központ, a Berzeviczy család innen igazgatta a hozzá tartozó 10 falut. A falu templomát Berzeviczi Rikolf szepesi gróf építtette 1300 körül, Gotfrid nevű papját 1330-ban említik először.
A Sztáray család a kezdetektől fogva birtokos a településen. 1427-ben 44 portája adózott. 1436-ban a hűtlenné vált Tarkői Jánost a királyi hadak kiostromolták a várból. 1444-ben a husziták birtokolták a várat, 1456-ban pedig felégették és kirabolták a falut. A 16. századtól a Tarczay, majd a  Dessewffy család birtokos a községben. A 16. század elején a vár lakórészeit reneszánsz stílusban építették át. 1556-ban a császári csapatok megostromolták, hét nap után elfoglalták és császári parancsra lerombolták, azóta rom. Köveit a környező falvak építkezéseihez hordták el.
A 16. század második felében a templom a protestánsok kezére került, a plébánia megszűnt. 1600-ban 31 lakóház állt a faluban. 1672-ben a templom újra a katolikusoké, de ekkor még nem önálló plébánia, hanem Héthárs filiája lesz. Az 1680-as években plébániáját újra alapítják. Anyakönyveit 1741-től vezetik. 1787-ben a falu 93 házában 627 lakos élt.
A 18. század végén Vályi András így ír róla: „TARKŐ. Kamenicza. Tót falu Sáros Várm. földes Ura Dezsőfy Uraság, lakosai katolikusok, fekszik Tarkő Várához közel; földgye középszerű, réttye, legelője, és fája van, piatza sints meszsze.”
1828-ban 97 háza és 740 lakosa volt. Lakói mezőgazdasággal, szövéssel, állattartással, erdei munkákkal foglalkoztak.
Fényes Elek 1851-ben kiadott geográfiai szótárában így ír a faluról: „Tarkő, Kamenicza, tót falu, Sáros vmegyében, Héthárshoz északra 1 mfdnyire: 678 kath., 1 evang., 49 zsidó. Kath. paroch. templom. Több urasági lakház. Rétje, legelője, földje meglehetős; erdeje derék. Közel a helységhez egy kősziklás hegyen láthatni régi várának maradványait, melly várat Tarczay György halála után I. Ferdinand 1558-ban a Dessewffy és Tahy nemzetségeknek ajándékozta. Ut. p. Eperjes.”
A trianoni diktátum előtt Sáros vármegye Héthársi járásához tartozott.
Az 1920-as években sok lakója vándorolt ki a tengerentúlra a gazdasági nehézségek miatt.

## Népessége
| Év:            | 1994. | 2004.   | 2014.   | 2024.   |
| -------------- | ----- | ------- | ------- | ------- |
| Emberek száma: | 1815  | 1868    | 1817    | 1791    |
| Eltérés:       |       | +2,92 % | -2,73 % | -1,43 % |

| Év:            | 2023. | 2024.  |
| -------------- | ----- | ------ |
| Emberek száma: | 1800  | 1791   |
| Eltérés:       |       | -0,5 % |

A falunak 1910-ben 974, túlnyomórészt szlovák lakosa volt.
2001-ben 1815 lakosából 1798 szlovák volt.
2011-ben 1854 lakosából 1830 szlovák.

## Nevezetességei
- A falu feletti hegyen állnak Tarkő várának romjai.
- A falu plébániatemploma a 14. század első felében épült, gótikus eredetű, 1703 után barokk stílusban építették át. 1804-ben bővítették és klasszicista stílusban építették át.